# Kamerynn Miner
Kamerynn Ashley Miner (Las Vegas, 17 marzo 2003) è una pallavolista statunitense, palleggiatrice della Pro Victoria.

## Carriera

### Club
Muove i primi passi nei tornei scolastici californiani con la Redondo Union HS, approdando quindi nella lega universitaria NCAA Division I, dove dal 2021 al 2024 fa parte delle Cardinal della Stanford, ottenendo diversi riconoscimenti individuali, tra cui tre certificazioni nella prima squadra All-American.
Nella stagione 2025-26 inizia la carriera da professionista nella Serie A1 italiana, ingaggiata dalla Pro Victoria.

### Nazionale
Fa parte della nazionale statunitense under 18 che conquista la medaglia d'oro prima al campionato nordamericano 2018 e poi al campionato mondiale 2019; viene poi convocata anche in under 20 per il campionato mondiale 2021, chiuso in quinta posizione.
Nel 2024 debutta in nazionale maggiore con la vittoria della medaglia d'argento alla NORCECA Final Six, dove viene anche premiata come miglior palleggiatrice.

## Palmarès

### Nazionale (competizioni minori)
- Campionato nordamericano under 18 2018
- Campionato mondiale under 18 2019
- NORCECA Final Six 2024

### Premi individuali
- 2022 - All-America First Team
- 2022 - NCAA Division I: Stanford Regional All-Tournament Team
- 2023 - All-America First Team
- 2024 - NORCECA Final Six: Miglior palleggiatrice
- 2024 - All-America First Team